# Sergej Tanějev
Sergej Ivanovič Tanějev, rusky Сергей Иванович Танеев (25. listopad 1856, Vladimir – 19. červen 1915, Djudkovo) byl ruský hudební skladatel, klavírista a hudební teoretik.
Narodil se ve šlechtické rodině. Jeho bratranec Alexandr Tanějev byl rovněž hudebním skladatelem. Roku 1865 se rodina přestěhovala do Moskvy. V devíti letech začal Sergej studovat na Moskevské státní konzervatoři. Skladbu ho zde učil Petr Iljič Čajkovskij, hru na klavír Nikolaj Rubinstein. Absolvoval roku 1875. Záhy začal koncertovat, nejprve spolu s Rubinsteinem, posléze s Leopoldem Auerem. V letech 1876–1877 cestoval po Evropě, kde se setkal mj. s Emilem Zolou a Gustavem Flaubertem. Roku 1878 začal učit na Moskevské konzervatoři. V letech 1885–1889 byl jejím ředitelem. Působil zde do roku 1905. Svým pojetím polyfonie ovlivnil zejména Alexandra Skrjabina a Sergeje Rachmaninova. V letních měsících roku 1895 a 1896 pobýval v Jasné Poljaně jako host Lva Tolstého a jeho ženy Sofie. Ta se do něj zamilovala a vzbudila Tolstého žárlivost. Roku 1915 se Tanějev nachladil na Skrjabinově pohřbu a krátce na to zemřel.
K jeho vrcholným dílům patří operní trilogie Oresteia.